# Nilus paralbocinctus
Espèce
Synonymes
- Thalassius paralbocinctus Zhang, Zhu & Song, 2004

Nilus paralbocinctus est une espèce d'araignées aranéomorphes de la famille des Pisauridae.

## Distribution
Cette espèce se rencontre en Chine au Yunnan et au Guangxi et au Laos,.

## Description
La femelle holotype mesure 22,14 mm, les mâles mesurent de 16,22 à 17,91 mm et les femelles mesurent de 22,14 à 26,00 mm.

## Publication originale
- Zhang, Zhu & Song, 2004 : A review of the Chinese nursery-web spiders (Araneae, Pisauridae). Journal of Arachnology, vol. 32, no 3, p. 353-417 (texte intégral).